# Hubert Aupetit
Pour les articles homonymes, voir Aupetit.
Hubert Aupetit, né le 6 janvier 1954, est un critique littéraire et écrivain français.

## Biographie

### Formation
Hubert Aupetit est ancien élève de l'École normale supérieure (section Sciences, promotion S1973), agrégé de mathématiques (1975) et de lettres modernes (1994), et docteur ès lettres (2015) avec une thèse sur Blaise Pascal.

### Carrière
Il était professeur de littérature en hypokhâgne et khâgne (lettres supérieures et première supérieure) au lycée Louis-le-Grand entre 1990 et 2023.
Il est l'auteur d'ouvrages et d’articles sur l'aéronautique et sur la météo (journaliste indépendant et chef de la rubrique Parapente dans plusieurs magazines, ancien rédacteur en chef de la revue Vol libre), joueur de cornemuse irlandaise et de bouzouki dans le groupe Steam Up!, l'auteur d'ouvrages sur la maladie d'Alzheimer et de psychologie, et scénariste pour Champ d'honneur, un film de Jean-Pierre Denis (1987).
Il est également secrétaire général de l'association Le Latin dans les littératures européennes, une association visant à promouvoir cette langue, depuis sa constitution en 2008, à 2017, et auteur de romans sous le pseudonyme « Gaspard-Marie Janvier ».
En 2016, il cofonde l'École professorale de Paris, établissement privé de formation des enseignants,.

## Œuvres
- Avec Jack Lambie, Maître à bord de son ultra-léger : U.L.M. ultra-léger-motorisé, comment devenir un expert du vol ultra-léger, Rétine, 1982.
- Deltaplane et vol libre, Presses universitaires de France, coll. « Que sais-je ? », 1983.
- U.L.M. : une idée nouvelle de l'aviation, Amphora, 1985.
- L'ABC du parapente, Rétine, 1986 (BNF 35035823).
- 100 questions sur le parapente : à l'usage des candidats au brevet, Rétine, 1987.
- Le Vol libre, Denoël, 1989  (ISBN 2-2072-3566-1).
- Le nouvel ABC du parapente, t.1 "Voler" & t.2 "Mécanique du vol", Rétine, 1990.
- La Maladie d’Alzheimer au quotidien, Éditions Odile Jacob, 1991 ; réédité en 2004  (ISBN 2-7381-1386-9 et 978-273811386-3).
- Avec Catherine Tobin, L'Amour déboussolé : à la recherche d'une morale amoureuse, Bourin-Julliard, 1993  (ISBN 2-87686-154-2).
- Les Vies de Dora Maar, Thames & Hudson, 2000  (ISBN 2878111850).
- Les visiteurs du ciel : guide de l'air pour l'homme volant, Rétine, 2002.
- Infini des philosophes, démystification pascalienne et poétique de l’absurde, Colloque international de Catane, Chroniques Port-Royal 2011, Nizet.
- Avec Hervé Joubeaux, Mary Ann Caws et Marshall Olds, My Mallarmé is rich : Mallarmé et le monde anglo-saxon, Somogy, 2006.
- Trad. avec Louise Aupetit de John Forfar (trad. de l'anglais), De Gold à Omaha : la bataille pour Port-en-Bessin (6-8 juin 1944) [« « From Gold to Omaha: the battle for Port-en-Bessin » »], Port-en-Bessin, Les Gens du phare, 2009, 93 p. (ISBN 978-2-911924-43-9).
- Pour en finir avec l’Apologie : us et abus d’une hypothèse de lecture, Chroniques de Port-Royal, 2013.
- Dir., Sans le latin, Fayard, 2012.
- Dir. avec Adeline Desbois-Ientile et Cécilia Suzzoni, Le Bon Air latin, Fayard, 2016  (ISBN 978-2-213-70106-6).

### «Gaspard-Marie Janvier»
- Rapide essai de théologie automobile, Mille et Une Nuits, 2006  (ISBN 2-84205-987-5)
- Le Dernier Dimanche, Fayard/Mille et une nuits, 2009, 224 p. (ISBN 978-2-7555-0118-6)
- Éd. de Joachim du Bellay, La deffence et illustration de la langue françoyse, Mille et Une Nuits, 2010  (ISBN 978-2-7555-0133-9)
- Minutes pontificales sur le préservatif, Mille et Une Nuits, 2010  (ISBN 978-2-7555-0148-3)
- Éd. de Blaise et Jacqueline Pascal (ill. Olivier Fontvieille), Les Mystères de Jésus, Mille et Une Nuits, 2011  (ISBN 978-2-7555-0605-1)
- Quel trésor !, Fayard, 2012  (ISBN 978-2-213-67081-2)
- La Trace du fils, Fayard, 2014  (ISBN 978-2-213-68230-3)
- Chacun son tour, Fayard, 2019, 336 p. (ISBN 978-2-2137-1203-1)

## Prix
- Prix Mottart de l’Académie française 2009 pour Le Dernier Dimanche[14].
- Grand Prix Jules-Verne 2013 pour Quel trésor ![15]